# Festuca duriotagana
Festuca duriotagana é uma espécie de planta com flor pertencente à família Poaceae. 
A autoridade científica da espécie é Franco & Rocha Afonso, tendo sido publicada em Boletim da Sociedade Broteriana, sér. 2 54: 91. 1980 (1981).

## Portugal
Trata-se de uma espécie presente no território português, nomeadamente os seguintes táxones infraespecíficos:
- Festuca duriotagana  var. duriotagana - presente em Portugal Continental. Em termos de naturalidade é endémica da região atrás referida. Encontra-se protegida por legislação portuguesa ou da Comunidade Europeia, nomeadamente pelo Anexo II e IV da Directiva Habitats.
- Festuca duriotagana var. barbata - presente em Portugal Continental. Em termos de naturalidade é nativa da região atrás referida. Encontra-se protegida por legislação portuguesa ou da Comunidade Europeia, nomeadamente pelo Anexo II e IV da Directiva Habitats.